# Manoel dos Reis de Farias
Manoel dos Reis de Farias (ur. 23 kwietnia 1946 w Orobó) – brazylijski duchowny katolicki, biskup diecezji Petrolina w latach 2011-2017.

## Życiorys
Święcenia kapłańskie przyjął 6 stycznia 1983 i został inkardynowany do diecezji Nazaré. Był m.in. rektorem miejscowego seminarium duchownego (1985-1986), proboszczem parafii w Machados (1988-1990) i Paudalho (1990-2001) oraz ojcem duchownym seminarium w Nazaré (1990-2001).

### Episkopat
8 sierpnia 2001 został mianowany przez papieża Jana Pawła II biskupem diecezji Patos. Sakry biskupiej udzielił mu 10 listopada tegoż roku bp Jorge Tobias de Freitas. Ingres odbył się 1 grudnia 2001.
27 lipca 2011 Benedykt XVI przeniósł go na stolicę biskupią Petrolina.
W roku 2017 złożył rezygnację z urzędu, którą przyjął 12 lipca papież Franciszek. Decyzję o wcześniejszym odejściu uzasadnił brakiem wystarczających sił do dalszego wykonywania posługi.